# Who Shot Johnny Rock?
Who Shot Johnny Rock? est un jeu vidéo en full motion video sorti en 1994. Le jeu est disponible sur 3DO, arcade, CD-i, Mega-CD et DOS. Le jeu a été développé puis édité par American Laser Games Inc..

## Accueil
- AllGame: 1,5/5 (Mega-CD)[1]
- GamePro : 3,5/5 (3DO)[2]
- PC Gamer : 59 % (DOS)[3]